# ECW世界重量級冠軍
ECW世界重量級冠軍（英語：ECW World Heavyweight Championship），是隸屬於世界摔角娛樂旗下前節目WWE ECW的一冠軍項目，它於1992年成立於全國摔角聯盟。